# Kaffebådan
Kaffebådan är en ö i Finland. Den ligger i Norra kvarken och i kommunen Korsholm i den ekonomiska regionen  Vasa i landskapet Österbotten, i den västra delen av landet. Ön ligger omkring 12 kilometer nordväst om Vasa och omkring 380 kilometer nordväst om Helsingfors.
Öns area är 0,8 hektar och dess största längd är 200 meter i nord-sydlig riktning. Runt Kaffebådan är det tätbefolkat, med 343 invånare per kvadratkilometer. Närmaste större samhälle är Vasa, 12,2 km sydost om Kaffebådan.